# Ormetica melea
Ormetica melea là một loài bướm đêm thuộc phân họ Arctiinae, họ Erebidae.